# Lestodiplosis coni
Lestodiplosis coni är en tvåvingeart som först beskrevs av Jean-Jacques Kieffer 1920.  Lestodiplosis coni ingår i släktet Lestodiplosis och familjen gallmyggor. Inga underarter finns listade i Catalogue of Life.